# Stråkanäs
Stråkanäs är en tidigare småort i Kalix kommun, Norrbottens län. 2015 hade SCB ändrat sin metodik för att ta fram småortsstatistik, varvid Stråkanäs inte längre visade sig uppfylla kraven för att avgränsa en småort.
I Stråkanäs finns Ponderosas 4-H gård som varit aktiva sedan 1971. Tidigare har deras gård varit gästgiveri och militärboställe.
Under 2016 utfördes säkerhetshöjande åtgärder längs E4:an som går igenom Stråkanäs, vilket innebar att korsningar gjordes om och en vägbro byggdes som färdigställdes under hösten 2016.